# Tro-Bro Léon 2023
Il Tro-Bro Léon 2023, trentanovesima edizione della corsa, valido come ventunesimo evento dell'UCI ProSeries 2023 categoria 1.Pro e come decima prova della Coppa di Francia 2023, si svolse il 7 maggio 2023 su un percorso di 204,1 km, con partenza da Plouguerneau e arrivo a Lannilis, in Francia. La vittoria fu appannaggio dell'italiano Giacomo Nizzolo, il quale completò il percorso in 4h50'52", alla media di 42,102 km/h, precedendo il belga Arnaud De Lie e l'olandese Nils Eekhoff.
Sul traguardo di Lannilis 116 ciclisti, dei 150 partiti da Plouguerneau, portarono a termine la competizione.

## Squadre e corridori partecipanti
| N.      | Cod. | Squadra                  |
| ------- | ---- | ------------------------ |
| 1-7     | ARK  | Team Arkéa-Samsic        |
| 11-17   | LTD  | Lotto Dstny              |
| 21-27   | ACT  | AG2R Citroën Team        |
| 32-37   | DSM  | Team DSM                 |
| 41-47   | GFC  | Groupama-FDJ             |
| 51-57   | COF  | Cofidis                  |
| 61-67   | UXT  | Uno-X Pro Cycling Team   |
| 71-77   | ICW  | Intermarché-Circus-Wanty |
| 81-87   | TEN  | TotalEnergies            |
| 91-97   | IPT  | Israel-Premier Tech      |
| 101-107 | BWB  | Bingoal WB               |

| N.      | Cod. | Squadra                     |
| ------- | ---- | --------------------------- |
| 111-117 | BBH  | Burgos-BH                   |
| 121-127 | CJR  | Caja Rural-Seguros RGA      |
| 131-137 | EKP  | Equipo Kern Pharma          |
| 141-147 | EUS  | Euskaltel-Euskadi           |
| 151-157 | Q36  | Q36.5 Pro Cycling Team      |
| 161-167 | HPM  | Human Powered Health        |
| 171-177 | TFB  | Team Flanders-Baloise       |
| 181-187 | BEB  | Bolton Equities Black Spoke |
| 191-197 | AUB  | St Michel-Mavic-Auber93     |
| 201-206 | UCN  | CIC U Nantes Atlantique     |
| 211-217 | NMC  | Nice Métropole Côte d'Azur  |

## Ordine d'arrivo (Top 10)
| Pos. | Corridore          | Squadra   | Tempo    |
| ---- | ------------------ | --------- | -------- |
| 1    | Giacomo Nizzolo    | Israel    | 4h50'52" |
| 2    | Arnaud De Lie      | Lotto     | s.t.     |
| 3    | Nils Eekhoff       | DSM       | s.t.     |
| 4    | Eddy Finé          | Cofidis   | s.t.     |
| 5    | Rasmus Tiller      | Uno-X     | s.t.     |
| 6    | Clément Venturini  | AG2R      | s.t.     |
| 7    | Laurent Pichon     | Arkéa     | s.t.     |
| 8    | Florian Vermeersch | Lotto     | a 5"     |
| 9    | Thomas Gachignard  | St Michel | s.t.     |
| 10   | Samuel Watson      | Groupama  | s.t.     |